# Argyrolepidia leonora
Argyrolepidia leonora is een vlinder uit de familie van de uilen (Noctuidae). De wetenschappelijke naam van de soort is, als Agarista leonora, voor het eerst geldig gepubliceerd in 1846 door Edward Doubleday.

## Andere combinaties
- Idalima leonora
- Coenotoca leonora